# Rugby Club Sélestat Giessen
 (avril 2025).
Motif : Club amateur de dernière division régionale, très largement en dehors des critères d’admissibilité.
- Archive Wikiwix
- Bing
- Cairn
- DuckDuckGo
- E. Universalis
- Gallica
- Google
- G. Books
- G. News
- G. Scholar
- Persée
- Qwant
- (zh) Baidu
- (ru) Yandex
- (wd) trouver des œuvres sur Wikidata

| 1. | Préciser le motif de la pose du bandeau. | Précisez le motif de la pose du bandeau en utilisant la syntaxe suivante : {{admissibilité à vérifier\|date=avril 2025\|motif=remplacez ce texte par le motif}}                                  |
| 2. | Informer les utilisateurs concernés.     | Pensez à avertir le créateur de l'article, par exemple, en insérant le code ci-dessous sur sa page de discussion : {{subst:avertissement admissibilité à vérifier\|Rugby Club Sélestat Giessen}} |

Le Rugby Club Sélestat Giessen (RCSG) est un club de rugby à XV situé à Sélestat.
Maillots

## Équipe Senior
En 2024-2025, après plusieurs années sans faire de la compétition, le RSCG a inscrit une équipe masculine senior en Régionale 3 au sein de la Ligue régionale Grand Est de rugby.

## École de Rugby
Le Rugby Club Sélestat Giessen possède une école de rugby labellisée 1 étoile. Les catégories suivantes y sont représentées :
- Baby rugby (3 ans)
- M6 (4 et 5 ans)
- M8 (6 et 7 ans)
- M10 (8 et 9 ans)
- M12 (10 et 11 ans)
- M14 (12 et 13 ans), en entente avec le Colmar Rugby Club (CRC)
- M16 (14 et 15 ans), en entente avec le Colmar Rugby Club (CRC) et le Club de rugby d’Illkirch-Graffenstaden (CRIG)
- M19 (16, 17 et 18 ans), en entente avec le Colmar Rugby Club (CRC) et le Club de rugby d’Illkirch-Graffenstaden (CRIG)

## Autres catégories
Le Rugby Club Sélestat Giessen possède également les catégories suivantes :
- Rugby Loisir avec plaquage 
Équipe composée de seniors et de vétérans qui s’entraînent avec l'équipe senior et peuvent participer à des rencontres amicales contre d'autres équipes Loisir, avec des règles spécifiques (mêlée simulée, plaquage autorisé de la taille jusqu’aux pieds, coups de pied de pénalité et tentatives de but après essai non tentées, temps de jeu modulable, remplacements illimités).
- Rugby à 5 
Équipe mixte, à partir de 14 ans, qui joue selon les règles du rugby à toucher.
- Rugby Bien-être 
Rugby à 5 à destination des personnes qui souhaitent démarrer ou reprendre une activité physique.